# فاني فلاغ
فاني فلاغ (بالإنجليزية: Fannie Flagg)‏ (21 سبتمبر 1944، برمنغهام في الولايات المتحدة)؛ كاتِبة، سيناريست وروائية أمريكية.

## روابط خارجية
- فاني فلاغ على موقع IMDb (الإنجليزية)
- فاني فلاغ على موقع ألو سيني (الفرنسية)
- فاني فلاغ على موقع ميوزك برينز (الإنجليزية)
- فاني فلاغ على موقع أول موفي (الإنجليزية)
- فاني فلاغ على موقع قاعدة بيانات برودواي على الإنترنت (الإنجليزية)
- فاني فلاغ على موقع قاعدة بيانات الأفلام السويدية (السويدية)
- فاني فلاغ على موقع إن إن دي بي (الإنجليزية)
- فاني فلاغ على موقع ديسكوغز (الإنجليزية)
- فاني فلاغ على موقع قاعدة بيانات الفيلم (الإنجليزية)
- فاني فلاغ على موقع كينوبويسك (الروسية)